# Wintergeschichten
Wintergeschichten ist eine Sammlung von elf Erzählungen der Autorin Tania Blixen (bekannter als Karen Blixen), die 1942 gleichzeitig in den USA, England (engl.: „Winter’s Tales“) und Dänemark (dän.: „Vinter-Eventyr“) erschienen ist. Die Ausgaben unterscheiden sich sowohl in der Anordnung der Geschichten als auch in der Titelformulierung; die hier besprochene deutsche Ausgabe von 1985 folgt der amerikanischen Erstausgabe.

## Zusammenfassung
Das Gemeinsame der Geschichten ist die Frage nach dem Sinn des Lebens und den Möglichkeiten des Individuums, ihn zu beeinflussen. Die Geschichten handeln von der Rolle des Künstlers, von Schicksal und Selbstbestimmung, von Vorsicht und Übermut, vom Aufbegehren und dem Arrangement mit den Verhältnissen. Mehrfach spielt Blixen auf den Hiob der Bibel an, der, obgleich ihm Gott aus purer Willkür Wohlstand und Gesundheit genommen hatte, dennoch hartnäckig an seinem Gottesglauben festhält: Der Sinn des Lebens liegt im Erdulden, welches für Blixen nicht Verzweiflung, sondern mehr eine stoische Haltung ist. Als Autorenkommentar beleuchtet immer wieder eine stoische Lebenseinstellung die Figurenhandlung: Selbstbestimmung und menschliches Aufbegehren sind letztlich hilflos gegenüber dem Plan des Schicksals. Es gehe Blixen darum, dass „der Mensch eins werde mit seinem Schicksal.“
Alle Erzählungen sind chronologisch, final und konsistent aufgebaut. In Abgrenzung von naturalistischen und realistischen Dichtungen ihrer Zeit variiert Blixen für ihre Hauptfiguren den Gegensatz von Schicksal und Selbstbestimmung mal auf eine romantische oder fantastische oder symbolische Weise. Zur Ornamentik der Geschichten gehört eine Vielzahl von Hinweisen auf Tradition und Literaturgeschichte, die den Deutungsraum in die europäische Kulturgeschichte erweitert: Schon der Sammelname Winter´s Tales spielt mindestens auf Shakespeares Schicksalsverschlingungen in „The Winter´s Tale“ an. Durch diese Vielfalt der Bezüge auf die Bibel, die griechisch-römische Mythologie, andere europäische Literaturen sowie nordische Sagen arbeitet Blixen mit einer sehr komplexen Intertextualität und Komposition.
Sprachlich dagegen zeigen sich die Geschichten als Klassiker, in denen die erzählerischen Entdeckungen des frühen 20. Jahrhunderts (Joyce, Woolf, Faulkner …) noch keine Spuren hinterlassen haben: Erlebte Rede oder innere Monologe werden kaum verwendet, die Sprachführung unterscheidet keine Individualstile der Figuren, ist fast ohne Leitmotive, Wortspiele und Metaphern. Dem 19. Jahrhundert verhaftet ist die Erzählweise auch durch einen meist die Lesersympathien lenkenden, allwissenden Erzähler, der die Stimmungsumschwünge und Wendungen der auf wenige Züge reduzierten Hauptfiguren selten „von innen“ konstruiert, sondern „von außen“ behauptet. Manchmal wechseln die Gefühle der Hauptfiguren dabei etwas zu plötzlich und zu ungestüm.
Eine das Interesse fesselnde Strategie ist die Konstruktion der Geschichten auf mehr als eine Pointe hin: In mehreren Erzählungen (Der junge Mann mit der Nelke, Die unbezwingbaren Sklavenhalter, …) treibt Blixen die Handlung über eine erste Auflösung hinaus bis zu einer zweiten Pointe und überschreitet damit die Grenzen des naturalistischen Erzählens.
Eine zweite Strategie ist die Verwendung mehrerer Leitmotive, die mindestens einem biblischen oder griechisch-römischen Mythos entnommen und auf neue Weise miteinander verknüpft werden. Diese Motivmosaike reduzieren die Figuren bisweilen auf flache Charaktere, die weniger durch ihre personalen Eigenheiten als durch das aufgeladene mythologische und pädagogische Programm bestimmt werden.
Eine dritte wiederkehrende Strategie ist die Verwendung von Geschichten innerhalb der Erzählungen, die die Handlungen mit zeitlich davor liegenden Erfahrungen oder Motiven verbinden. So gewinnen die Erzählungen eine allgemeinmenschliche Tiefe und Bedeutung, die sich wichtigen Fragen öffnet. Die Texte haben damit den klassischen Anspruch, etwas Wesentliches über das Leben zu erzählen und lösen ihn auf eine auch heute noch interessante Weise ein.
Alle hier zusammengefassten Geschichten spielen vor Beginn des 20. Jahrhunderts; ein typischer Anfang lautet: „Vor mehr als einem Jahrhundert kam der Frühling eines Jahres spät nach Dänemark.“ Zwar ist in den Geschichten mehrfach vom Krieg die Rede (Preußen-Dänemark 1864; Deutschland-Frankreich 1870/71), aber die Besetzung Dänemarks durch deutsche Truppen vom April 1940 an, zwei Jahre vor der ersten Veröffentlichung, wird mit keinem Satz erwähnt. Diese Distanz zu den zeitgenössischen Problemen der dänischen Gesellschaft führte zu Blixens literarischer Isolierung: Ihre „symbolisierende und mythisierende Erzählweise wurde im politisierten sozialrealistischen Literaturklima Dänemarks als Fremdkörper empfunden und entsprechend verhalten rezipiert.“ Mehrfach, z. B. in der ersten und letzten Geschichte, reflektiert Blixen auch in der hier vorliegenden Sammlung die Entfremdung zwischen sich und ihrem Publikum.

## Einzelanalysen

### Der junge Mann mit der Nelke

#### Inhalt
Der schon früh erfolgreiche junge Schriftsteller Charles Despard ist mit seiner Frau auf dem Weg nach Italien, um sein zweites Buch zu beenden. Er steckt in einer tiefen Schaffenskrise und befürchtet, über sein bisheriges Thema, das Schicksal der Armen, nichts mehr zu schreiben zu haben. Er fürchtet, von Publikum und Kritikern bald schon für „oberflächlich“ gehalten zu werden, er fühlt sich von Gott verlassen, seine Ehe erscheint ihm wie eine Falle, das Hotel in Antwerpen wie sein Grab.
In dem Hotel verirrt er sich in ein fremdes Zimmer und legt sich neben einer dort schlafenden Frau ins Bett. Als er sich weiter seiner Depression hingeben will, begehrt jemand Einlass in dieses Zimmer und Despard öffnet einem eleganten jungen Mann mit einer rosa Nelke im Knopfloch. Beide sind überrascht, aber Despard registriert bei dem anderen noch für einen Moment einen Ausdruck der Erwartung, des Glücks und des lachenden Entzückens, bevor sich der Fremde zurückzieht. Despard ist wie elektrisiert und beschließt, seine eigene Suche nach dem verlorenen Glück zu erneuern: Er verlässt das Hotel und eilt zum Hafen, um sich einzuschiffen.
Stattdessen setzt er sich aber mit drei Seeleuten in eine Kneipe, wo sie zu viert Rum und Kaffee trinken. Die Zeit vergeht, indem sie sich Geschichten erzählen – die Seeleute ein halbes Dutzend „Seemannsgarne“, Despard die Geschichte einer unglücklichen Liebe. Am Morgen trennen sich die vier, Despard geht zu seinem Hotel zurück und trifft seine ihm vorausgereiste Frau – und erst jetzt wird ihm klar, dass er am Anfang der Nacht neben einer fremden Frau gelegen und dadurch ein Rendezvous gestört hat.
Während er sich die Ereignisse noch einmal durch den Kopf gehen lässt, entspinnt sich ein Streitgespräch mit Gott, das an das Buch Hiob der Bibel erinnert. Gott hat diese Nacht wie ein Schicksalsautor für Despard erfunden, um ihn zu seiner Berufung zurückzuführen, und er schließt einen „Bund“ mit Despard, der Geschichten nicht für das Publikum oder die Kritiker, sondern nur für Gott schreiben und vom Herrn dafür nicht mehr Qualen zugemessen bekommen soll, „als du brauchst, um deine Bücher zu schreiben.“

#### Erzählweise
Der Erzähler spricht aus einer Position dicht neben seiner Hauptfigur, deren Erlebnisse und Gedanken er chronologisch linear in einem „mittleren Stil“ und ausgewogenen Rhythmus berichtet. Die Handlung ist explizit in die 1860er Jahre nach Antwerpen verlegt und die narrative Struktur ist weitgehend transparent und „real“. Eine Ausnahme bilden nur die Auswirkung des geheimnisvollen jungen Mannes mit der Nelke auf die Hauptfigur und ihr Streit mit dem Schöpfer über das Erfinden und Schreiben von Geschichten auf den letzten drei Seiten.
Diese Phantastik ist das Mittel, um in der Erzählung das Konzept des Erzählens mit dem Herrn als Überautor zu diskutieren. Mit diesem Realitätssprung hebt der Erzähler die schon im Namen anklingende Verzweiflung des jungen Schriftstellers („Despard“ = engl. „dispair“, frz. „désespoir“ = Verzweiflung) aus dem individuellen Kontext der Hauptfigur und macht aus der Erzählung eine Parabel über die Motivation des literarischen Schreibens an sich.

#### Komposition
Der Schriftsteller verzweifelt anfangs, weil er davon überzeugt ist, nur dann einem oberflächlichen Schreiben entgehen zu können, wenn er seine Figuren aus eigener Anschauung kennt. Aber in dem Erzählerwettstreit mit den drei Seeleuten in der Kneipe sind die aufgetischten Geschichten offenbar weitgehend erfunden und dennoch voller aufwühlender Katastrophen. Das vollständige Erlebnis eines Autors ist also keine Bedingung für tiefere Wirkung.
Die für die Hauptfigur wichtigste „Geschichte“ ist seine titelgebende Begegnung mit dem jungen Mann mit der Nelke, dessen Glücksausdruck Despards Suche nach dem Sinn des Lebens in Gang setzt. Schon dieser Gesichtsausdruck, den Despard erst im Nachhinein als Vorfreude auf das von ihm gestörte Rendezvous versteht, diese Andeutung von Glück auf der „Oberfläche“ dieses Menschen reicht hin, um ihn in die Einsichten dieser Nacht zu führen. Nicht nur das Unerlebte, sondern auch das Unwahrscheinliche und Fantastische sind Bauformen des Erzählens.
Despard erkennt mit seinem „geschulten Auge“ in diesen von Gott arrangierten Ereignissen einen „missing link“ für neue Zuversicht in seine schriftstellerischen Fähigkeiten: „´Allmächtiger Gott´, entrang es ihm aus tiefstem Herzensgrunde, ´um so viel der Himmel höher ist als die Erde, sind deine Geschichten höher als unsere Geschichten.´“ Blixen reflektiert in dieser Erzählung poetologische Grundfragen (die den Schreibprozess rahmende Beziehung eines Autors zu seinem Publikum, die Nähe eines Autors zu den referierten Ereignissen, die für die Motivation der Figuren erforderliche fiktionale Substanz), die sie hier im Modus der Anwendung beantwortet: Diese Erzählung enthält ein literarisches Glaubensbekenntnis der Autorin. In der letzten Geschichte der Sammlung tritt Charles Despard erneut auf und unterstreicht die programmatische Bedeutung der Figur des biblischen Hiob.

### Leidacker

#### Inhalt
Der Leidacker ist ein Roggenfeld irgendwo in Dänemark, wo sich am Ende des 18. Jahrhunderts wie auf einer Bühne die Protagonisten dieser Erzählung treffen: Der alte Baron, dessen auch letztes Kind vor seiner Heirat gestorben war und der dann zwecks Sicherung der Erbfolge die siebzehnjährige Braut seines Sohnes heiratet, sein junger Neffe, der bisher bei der dänischen Gesandtschaft am Hofe König George III. in England gelebt hat, und Anne-Marie Piil, eine Witwe aus dem Dorf des Barons.
Der einzige Sohn der Dörflerin wird der Brandstiftung verdächtigt und der Baron als sein Gerichtsherr will die Anklage mit einer Art Gottesurteil entscheiden: Er ist frei, wenn seine Mutter das Roggenfeld an einem Tag und ohne Hilfe abernten kann, was sonst das Tagwerk von drei Männern und für eine alte Frau „eine Sache auf Leben und Tod“ ist. Der Baron und auch zeitweilig sein Neffe beziehen ihre Position im Schatten am Rande des Feldes und während sie über die vergeltende göttliche Gerechtigkeit philosophieren und der Arbeit der Dörflerin aus ihrer privilegierten Lage zusehen, arbeitet sich, moralisch unterstützt von der ihr auf dem Feld folgenden Gemeinde, die Mutter für ihren angeklagten Sohn buchstäblich zu Tode.
Als auch ein letzter Appell des Neffen an seinen Onkel, das Schauspiel zu beenden, abgewiesen wird, entschließt sich der Neffe, am folgenden Tag nach Amerika in eine neue Welt abzureisen und sich von seinem bisher wie einen Vater respektierten und jetzt als Tyrannen gesehenen Onkel loszusagen. Aber nach einer Art plötzlich ihm dämmernder Einsicht in die Vorherbestimmung durch das Schicksal, in das allen überall auferlegte Leiden, beschießt er, in seiner Heimat zu bleiben: Das Schicksal würde auch ihn „an das vorbestimmte Ziel führen.“ Aus Respekt vor der Arbeitsleistung der noch auf dem Feld verstorbenen Dörflerin lässt der Baron später auf dem Acker einen Stein mit einer eingemeißelten Sichel aufstellen.

#### Erzählweise
Die an äußerer Handlung arme Geschichte wird vom Er-Erzähler aus der Perspektive des jungen Neffen und der jungen Frau des alten Barons erzählt. Sowohl der Baron als auch die dramatische Entwicklung auf dem Feld werden in den Gefühlen und Einstellungen dieser beiden jungen Leute gespiegelt. Der Neffe zum Beispiel ist in England mit den Ideen der frz. Revolution in Berührung gekommen und von der Idee der Gerechtigkeit erfüllt, die junge Herrin des Hauses fühlt schon kurz nach der Heirat das noch unbestimmte Ungenügen der ihr auf den Leib zugeschnittenen Rolle als Frau des Barons. In einer allmählichen Steigerung der Andeutungen und Motive bereitet sich das Drama des Gottesurteils auf dem Leidacker vor: Der Neffe fühlt eine „unheilvolle Angst um den alten Mann aufsteigen“, die „Ahnung nahenden Unheils“ wächst in ihm, der Onkel erklärt die Tragödie zum Vorrecht des Menschen, das Gespräch zwischen Onkel und Neffe auf dem Acker eskaliert – bis der Neffe in einer weiteren impulsiven Wendung seinen Protest aus einer plötzlichen Schicksalsergebenheit beendet und zu der jungen Frau des Barons ins Herrenhaus zurückkehrt. Die bis dahin lineare und finale Erzählung mit der Andeutung nahenden Unheils endet – absehbar – mit dem Tod der sich für ihren Sohn mühenden Mutter und – überraschend – mit der als „Offenbarung“ und „Erkenntnis der Einheit des Universums“ eingeführten ethischen Wende des Neffen.

#### Komposition
Zwischen alle Figuren und ihre Träume tritt in dieser Erzählung das Leben: Dem Baron werden die Kinder genommen, seiner jungen Frau die Aussicht auf Liebe, dem Neffen die Hoffnung auf Erschaffung einer neuen Welt, der armen Dörflerin das Leben. „Per aspera ad astra“, über die rauen Wege zum Licht – dieses versöhnliche Motto findet in der Erzählung für die Hauptfiguren nur als seine Umkehrung statt: Das Leben ist für sie eine sich steigernde facettenreiche Enttäuschung. Ein resignierender Trost resultiert nur aus der Vielfalt der Katastrophen und aus einer stoischen Haltung gegenüber der Vorherbestimmung: „Auch er selbst“, glaubt der Neffe, „würde Leid, Tränen und Reue kennen lernen müssen und, gerade durch sie, die Fülle des Lebens.“

### Die Heldin

#### Inhalt
Wegen des drohenden Krieges zwischen Preußen und Frankreich verlässt ein junger englischer Religionsphilosoph von zwanzig Jahren, Frederick Lamond, 1870 Berlin, um in Frankreich die zu erwartenden Turbulenzen abzuwarten. In einem kleinen Städtchen vor der Grenze trifft er auf eine Gruppe Franzosen in einem Hotel, in dem kurz darauf auch eine von einer Kammerjungfer begleitete junge französische Dame strandet. Sie ist eine Erscheinung von außergewöhnlicher Anmut und majestätischem Benehmen, eine heroische „Verkörperung des alten Frankreichs“ mit Namen Héloïse.
Als die deutschen Truppen gegen Frankreich vorrücken, wird die französische Gruppe der Spionage verdächtigt, verhaftet und trotz der unhaltbaren Vorwürfe an deutsche Offiziere übergeben. Einer der Offiziere verlangt für ihre Freilassung und Passierscheine, dass sich Héloïse, die junge Französin, ihm nackt, „im Gewande der Göttin Venus“, zeigen müsse. Nach einer Szene nahezu stummer Verachtung durch Héloïse und Protesten ihrer Landsleute kann die Gruppe schließlich nach Luxemburg weiterreisen. Zuvor erhält die schöne Französin von dem höchstrangigen Offizier ein Bukett roter Rosen: „Für die Heldin.“
Sechs Jahre später trifft der inzwischen respektierte Religionsgelehrte die scheinbar aristokratische Heldin als Hauptattraktion eines Varietés wieder, in dem sie völlig nackt auftritt.

#### Erzählweise
Die Geschichte wird auf mehrere Pointen hin erzählt. Am Ende hat der Leser erfahren, dass die heroische Schönheit aus kleinen Verhältnissen stammt und sich ihren Namen von irgendwoher genommen hat (fast hätte sie sich ihren Familiennamen vom Philosophen Spinoza ausgeliehen), dass die anstößige Forderung des deutschen Offiziers darauf hinausläuft, Héloïse in ihrer Berufskleidung zu sehen und dass damals an der Grenze der für sie wichtigste Triumph nicht der Sieg über den deutschen Offizier, sondern die durch ihr selbstbewusstes Auftreten verursachte Parteinahme ihrer Landsleute für sie war. Aber Héloïse macht eine Einschränkung: Wären nicht Nonnen, sondern normale, „ehrbare“ Frauen unter den Mitreisenden gewesen, hätten diese sie wahrscheinlich, ohne zu zögern, sofort entkleidet. Aber auch ihnen gegenüber zeigt sie Verständnis: „Wir sind es, die es [das Verfliegen der Zeit] spüren, die Frauen. Uns nimmt die Zeit so viel. Und am Ende: alles.“ Und selbst den jungen deutschen Offizier versteht sie: „Er konnte mit ganzem Herzen etwas begehren. Nicht viele Männer haben das in sich.“ In dieser Relativierung wird das auf verschiedene Weise Unsittliche zum auferlegten Schicksal und Ehrbarkeit nur zu einem ungewöhnlichen Ornament der Zeit kurz vor dem allgegenwärtigen Sündenfall.

#### Komposition
Auf den letzten fünf Seiten bestimmen eine Reihe von Gegensätzen den Text: Schein und Sein, Verantwortung und Vergebung, Freiwilligkeit und Zwang, Solidarität von Frauen und ihre Konkurrenz... Durch diese Motivverschlingung wird eine nachträgliche Rätselhaftigkeit konstruiert, in der Manches mit Manchem zusammenhängt.
Zudem werden die Pointen und Anklänge von Bedeutung in den Kontext der historischen Geschichte von Peter Abaelard (1079–1142) und Heloisa (1100–1163) hineinerzählt: Auch der junge Engländer ist Religionsphilosoph und der deutsche Offizier versucht, auch dieser modernen Héloïse Gewalt anzutun. Aber die alte Geschichte von Gelehrsamkeit, Verführung und Gewalt wird in dieser neuen Form zu einem Lebensdrama in den Farben weiblicher Selbstbestimmung – möglicherweise.

### Die Geschichte des Schiffsjungen

#### Inhalt
Der 15-jährige Schiffsjunge Simon befreit einen Wanderfalken, der sich während eines mehrtägigen Sturms auf dem Segelschiff ausgeruht und in altem Tauwerk verfangen hatte.
Zwei Jahre später flirtet er in einem norwegischen Hafen mit Nora, einem jungen Mädchen von höchstens vierzehn Jahren, von der er sich mit einer Orange einen Kuss erhandelt – abzuholen am nächsten Abend. Auf dem Weg zu diesem Kuss wird er von Ivan, einem betrunkenen riesigen russischen Maat, aufgehalten, der eine plötzliche „Bärenzärtlichkeit“ für Simon empfindet, ihn festhält und abküsst. Simon wehrt sich gegen „das widerwärtige Gefühl männlicher Körperwärme“, zieht sein Messer, sticht zu und verletzt den russischen Maat tödlich. Er holt sich seinen Kuss von Nora und flieht vor den ihn verfolgenden russischen Matrosen. Dann wird er von einer alten Lappin aus einer Kneipe geschleppt und in ihrem Haus versteckt. Nachdem die Russen vergeblich das Haus durchsucht haben und wieder verschwinden, gibt sich die Frau Simon zu erkennen: Sie sei der Wanderfalke, den er vor zwei Jahren während des Sturms gerettet hatte. Aber bevor die alte Frau ihn zu einem langen Leben entlässt, vergilt sie ihm kräftig den Schlag, den er damals dem ihn in den Daumen hackenden Falken gegeben hatte.

#### Komposition
Grundlage dieser phantastischen Geschichte ist das Prinzip der ausgleichenden Gerechtigkeit, das schon in der Geschichte vom „Leidacker“ (s. o.) eine Rolle spielt. Die schuldlose Verstrickung des Wanderfalken im Tauwerk und von Simon in den Armen des russischen Seemanns und die gute, rettende Tat am Anfang und am Ende der Erzählung bebildern aber ein nicht nur tröstliches, sondern auch drohendes Schicksalsprinzip der Wiederholung: „Wir vergessen nicht!“, sagte die alte Lappin. Und das gilt auch für den ungestümen russischen Maat und sein verlorenes Leben.

### Die Perlen

#### Inhalt
Jensine, eine 20-jährige Braut und Tochter eines aus ärmlichen Verhältnissen aufgestiegenen Wollhändlers heiratet 1864 in Kopenhagen Alexander, einen jungen Gardeoffizier aus altem Landadel. Er schenkt ihr am Hochzeitstag eine Perlenkette, die ihm seine Großmutter hinterlassen hat. Die Hochzeitsreise führt das junge Paar in die norwegische Wildnis, in der sich der Braut die Unbedachtheit und Überheblichkeit/Vertrauensseligkeit ihres Bräutigams verschiedenen Gefahren gegenüber immer deutlicher zeigt. Sie ist von dieser ihrem Innersten widersprechenden Haltung so entsetzt, dass sie sich zu dem Entschluss versteigt, sich zu Hause einen Liebhaber zu nehmen.
Am Tag vor ihrer Rückreise geschieht ein Missgeschick: Die Perlenkette reißt – aber der Dorfschuhmacher fädelt die bedeutsamen Perlen noch vor der Abfahrt wieder auf. Nachdem Jensine zu Hause eine neue und sehr wertvolle Perle in der Kette entdeckt hat, schreibt sie dem Schuhmacher aus Kopenhagen einen Brief nach Norwegen. Der Schuhmacher antwortet ihr, dass die Perle einer unbekannten englischen Lady gehörte, deren Kette ebenfalls gerissen sei; diese eine Perle habe er erst nach ihrer Abreise wiedergefunden.

#### Erzählweise
Zwei Motive bestimmen diese Erzählung: Das erste, wieder durch eine eingebettete Geschichte unterlegte Motiv, ist die Variation des Mottos „Schuster, bleib bei deinen Leisten!“, die sich mal auf die Herkunft Jensines, dann auf die Aufgabe eines handwerklichen oder bürgerlichen Berufes zugunsten der Dichtung bezieht. Für Jensine scheint ein Werturteil über dieses Motto weder in der einen oder anderen Richtung möglich: Obgleich sie einerseits soziale Grenzen überspringt und gegen das Motto handelt, wird sie geachtet; und obgleich andererseits der begabte Dorfschuhmacher nicht studieren und ein Dichter werden konnte, scheint er in der Mühsal seines Lebens zufrieden (und nur hier fühlt sich Jensine „daheim“), wird ein von Henrik Ibsen aufgesuchter Experte für Volksmärchen und schenkt Jensine eine extrem wertvolle Perle. Blixen lässt Ibsen sogar persönlich auftreten und zu Jensine sprechen: „In hundert Jahren wird in einem Buch geschrieben stehen: Eine kleine Dame aus Dänemark gab ihm [Ibsen] den Rat, bei seinen Leisten zu bleiben. Leider befolgte er ihn nicht.“ Diese literarische Referenz ist ein Scherz mit tieferer Bedeutung, da es sich hier um eine der Existenzfragen handelt, die sich auch die Autorin lange vor ihrer ersten Veröffentlichung gestellt haben dürfte.
Das zweite Motiv ist die unterschiedliche Einstellung gegenüber den Gefahren des Lebens: Während Jensine in einer Atmosphäre der Vorsicht und Bedachtsamkeit aufwuchs, war ihr Bräutigam meist unvorsichtig und unbedacht (eine Einschränkung: er ist es, der ihr das Reißen der Kette voraussagt). Alexander will die Gefahren der norwegischen Wildnis nicht wahrnehmen, so wie er früher seine Spielschulden ignoriert oder sich in ein Duell gestürzt hatte. „Sie konnte sich nicht vorstellen, wie es ihm gelungen war, bis zu diesem Tag am Leben zu bleiben.“ Jensine ist dabei keineswegs eine Personifikation der Weisheit: Im schnellen Erlöschen ihrer Liebe, im Zerreißen der Perlenkette und im Spott Ibsens über ihre kleinmütige Auffassung zeigen sich auch Jensines Grenzen. Alexander steigert noch ihre Angst um ihn, indem er sich begeistert dazu äußert, in den auf Dänemark zukommenden Krieg mit Preußen zu ziehen: „‚Die Witwe eines Helden zu sein‘, sagte er, ‚das wäre für dich genau die richtige Rolle, mein Schatz.‘“ Es ist dieser Gegensatz der Lebenseinstellungen, der Jensine von Alexander trennt, kaum dass sie von ihrer Hochzeitsreise zurückkehren: „Alexander war eine sehr kleine Figur im Hintergrund des Lebens geworden; was er tat oder dachte, hatte nicht die mindeste Bedeutung.“ Auf eine neue Weise bestätigt sich damit aber auch das schon auf der ersten Seite der Erzählung anklingende Motto: „Schuster, bleib bei deinen Leisten!“

#### Komposition
Die doppelte Motivstruktur von Traditionsbewahrung und Daseinsvorsicht ist in dieser Erzählung überwiegend mit der Figur Jensines verknüpft und verbindet sich mit der titelgebenden Perlenkette zur Doppelhelix eines dritten Motivs, der vor allem weiblichen Suche nach einem erfüllten Leben. Auch wenn die Fragen eindeutiger sind als es die poetische Antworten sein können, findet die Autorin auch für letztere faszinierende Bilder. Die Erzählung wagt es, mit wenigen Prinzipien Schneisen in das Dickicht der lebensphilosophischen Orientierungen zu schlagen. Darin erscheinen nicht einzelne, konkrete, richtige Antworten als wichtig, sondern allein der Prozess des Fragens und Abwägens, der eben auch über Jensines erst zwanzigjährige Lebenserfahrung hinausgeht.
Die Perlenkette, jener plötzlich im Zerreißen vor Jensines Füßen niedergehende „Tränenregen“, wird zum Symbol dieses überindividuellen Prozesses der Suche nach einem Ort für Heimat in gefährlicher Welt. Diese Kette verbindet ihre Trägerinnen über Jahrhunderte hinweg: Jensine mit Alexanders Großmutter, mit der englischen Lady, deren übrig gebliebene Perle sie jetzt trägt und, vor allem, mit den Leserinnen von heute. Jensine fragt sich einmal: „Waren diese Perlen […] ein Zeichen des Sieges oder der Unterwerfung?“ Diese beständige Frage nach der weiblichen Selbstbestimmung ist auch (oder gerade oder weiterhin) in der so unübersichtlichen Moderne aktuell, in der Literatur sich oft nicht mehr zum Leben zu äußern wagt.

### Die unbezwingbaren Sklavenhalter

#### Inhalt
Der junge und wohlhabende Däne Axel Leth hält sich 1875 wegen einer Kur in einem Hotel in Baden-Baden auf. Er trifft dort auf eine junge Dame der besten Gesellschaft, Mizzi mit Vornamen, die von ihrer Gouvernante, Frau Rabe, begleitet wird. Er verliebt sich in Mizzi, die aber seinen Aufmerksamkeiten und denen aller anderen jungen Männer gleich reserviert gegenüber bleibt. Vor allem fasziniert ihn ihr häufiges Erröten während der üblichen Konversationen, was er auf ihren „unerbittlichen Respekt vor der Wahrheit“ zurückführt.
Nach einigen Tagen erfährt er von Mizzis baldiger Abreise und besucht voll Trauer einen romantischen Pavillon im Wald, wo er unfreiwillig ein Gespräch zwischen Mizzi und ihrer Gouvernante, die in Wirklichkeit ihre ältere Schwester ist, belauscht. Er erfährt, dass auch Mizzi sich in ihn verliebt hat, aber ihrer Annäherung vor allem in Wege steht, dass die beiden Schwestern im Hotel nur eine Farce aufgeführt haben: Durch enorme Spielverluste ihres Vaters ist die Familie nahezu mittellos und die Töchter haben nicht einmal Geld für andere als ihre Schulmädchen- und Gouvernantenverkleidung. Mizzi kann sich nicht vorstellen, dass Axel sie lieben würde, wenn er wüsste, „dass ich nichts habe, kein einziges Stück!“
Diese Offenbarungen kurieren Axels schwärmerische Liebe: „Langsamen Schrittes ging er davon, reifer, als er gekommen war.“ Aber er beschließt, der Farce noch eine zusätzliche Drehung zu geben: Er fährt den Schwestern nach Stuttgart voraus, lässt sich dort innerhalb eines Tages eine Livree anfertigen und am nächsten Morgen im Stuttgarter Theater, alte Beziehungen nutzend, als Diener schminken und kostümieren. In dieser Maske reist er nach Baden-Baden zurück und tritt den überraschten Schwestern im Hotel als ihr Diener Franz sogar mit einer Kokarde in den Farben ihrer Familie gegenüber. Mizzi spielt ihre Rolle weiter, zunächst „totenblass“ und außer sich vor Wut, gefangen in der Spiegelung ihrer gesellschaftlichen Farce durch den Mann, den sie liebt. Aber bis auf einen Briefumschlag mit einer Rose gibt Mizzi, diese „Märtyrerin“ ihres gesellschaftlichen Dünkels, ihm keinerlei Zeichen der Neugier, des Erkennens oder sogar des Einverständnisses. Daher trennen sich ihre Wege in Stuttgart.

#### Erzählweise
Der Erzähler begleitet den jungen Dänen persönlich und schildert seine Beobachtungen und Gefühle durchweg linear und final. So schließt sich auch der nur kurze Hinweis eines Gastes, Mizzis Vater sei ein berühmter Spieler gewesen, mit der späteren Rechtfertigung der älteren Schwester nahtlos zusammen: „Papa hatte einen Ruf zu verlieren.“ Das poetische Konzept ist in dieser Hinsicht konventionell.
Doch erstens wird der Eindruck der Unangemessenheit der beiden Schwestern, die sich schon in dem Schulmädchenrock Mizzis zeigt, unterstrichen durch die Verwendung von Metaphern, die, ungewöhnlich für Blixen, eine ironische Bedeutung haben: Das Schwesternpaar, von dem die ältere die Gouvernante spielt, erscheint als „neuerblühte, duftende Rose und die dünne schwarze Stange, an der sie festgebunden war“ und später werden die beiden als „zwei jungfräuliche Laokoone“ charakterisiert.
Zweitens wäre eine moderne Kurzgeschichte vermutlich mit dem Satz zu Ende: „Langsamen Schrittes ging er davon, reifer, als er gekommen war“: Alle Motive sind bis hierher ausgebreitet und die erste Pointe, das belauschte Gespräch, heilt den schwärmerisch Verliebten. Es ist Teil der Erzählkunst Tania Blixens, der Pointe der Schwesternfarce nun aber noch die zweite Farce anzufügen, die die beiden schauspielernden Schwestern sowohl in ihrer Rolle beschützt als auch ironisch überhöht und straft. In dieser Vertiefung des Unglücks der weiblichen Protagonistinnen durch die Diener-Farce liegt eine an Edgar Allan Poe erinnernde Schicksalssteigerung, in der die Autorin ihre Heldinnen zum Opfer eines in diesem Falle männlichen Rachegottes (vgl.: Erinnyen) macht.

#### Komposition
Thema ist die Flucht der beiden Schwestern „vor der rohen Realität“ in die Gesellschaftsrollen von Herr und Knecht, von Dame und Bedienung: „Ihre Hilflosigkeit glich der eines Menschen ohne Hände. Ihre ganze Existenz war auf die ständige, wachsame, unermüdliche Arbeit von Sklaven gegründet.“ Thema ist die Selbstfesselung der beiden jungen „Laokoone“, ihre „paradoxe Form des Daseins“, die Blixen in einem Oxymoron als „statisches Enteilen und Fliehen“ bezeichnet. Damit hat auch diese Erzählung einen primär weiblich-emanzipatorischen Fluchtpunkt.

### Das träumende Kind

#### Inhalt
Der kleine Jens, Sohn einer in Kopenhagen arm und früh verstorbenen Frau, wird von einer alten Waschfrau versorgt, deren häufige Besucherin, früher Näherin auch in vornehmen Häusern, mit ihren Berichten in Jens den Tagtraum von Reichtum und Glück entzündet: Er ist überzeugt, dass er sich nur deshalb so fremd in jenem Armenviertel fühlt, weil er auf irgendeine Weise seiner herrschaftliche Familie abhandengekommen ist.
Das Schicksal will nun, dass Jens dem jungen Kaufmann Jakob begegnet, der seit fünf Jahren kinderlos mit Emilie verheiratet ist. Beide stammen aus reichen Handelsfamilien und waren seit Kindeszeiten füreinander bestimmt. Aber Jakob war nicht Emilies große Liebe und Emilie für Jakob „zu vollkommen“, so dass er nebenher ein erstes Liebesabenteuer beginnt.
Emilie und Jakob beschließen, den kleinen Jens für ein halbes Jahr auf Probe zu sich zu nehmen und danach vielleicht zu adoptieren. Durch seine „Magie der Träume“ verzaubert Jens, der kleine „Cupido“, von Anfang an alle Erwachsenen: Da er glaubt, „wiedergefunden“ zu sein, tritt er den Mitgliedern der Familie und des Haushalts mit größter Selbstverständlichkeit und mit einem merkwürdigen „Vorwissen“ über ihr Leben gegenüber. Mit diesen Erwartungen veranlasst er die anderen, dem von ihm ausgehenden „Ideal nachzuleben“: „Er hatte ihnen allen in seiner Welt ihren Platz zugewiesen und in diesen mussten sie sich nun fügen.“
Doch Jens, der seit Oktober im Patrizierhaus lebt, erkrankt im Januar unheilbar und stirbt Ende März. Das Haus stürzt dadurch „von seinem Platz in den Wolken“ herab und Emilie verschlägt es noch Monate nach Jens’ Tod die Sprache. Schließlich teilt sie sich Jakob mit und eröffnet ihm, dass Jens ihr leibliches Kind mit ihrer ersten großen – in Wirklichkeit züchtig-platonischen – Liebe sei. Um nicht am Verstand seiner Frau zu zweifeln beschließt Jakob, ihr zu glauben.

#### Erzählweise
Die Geschichte der kurzen Gastrolle des kleinen Jens im Leben von Emilie und Jakob wird in der Perspektive überindividueller Traditionen und Bestimmungen erzählt. Gleich zu Anfang werden die Plejelts, Jens’ Sippe, charakterisiert, Emilie wird als „Tochter einer langen Reihe tüchtiger und redlicher Kaufherren“ und Jakob als „unbeständig“ vorgestellt, wie es „bei Kindern alter, reicher Familien oft anzutreffen ist“. Sowohl Jens als Endpunkt eines Zweiges seiner Sippe wie auch Emilie und Jakob als Kinder ihrer Patrizierfamilien leben unter der Last ihrer Traditionen und Schicksale eingebettet in ein Generationen übergreifendes Vorher und Nachher.
Von Anfang an werden die Figuren durch Vorherbestimmung gelenkt: „Prophezeiung“ und „Schicksal“ greifen in die Lebenswege ein und Jens’ Tod scheint dem Wirken der Parze Atropos, einer antiken Schicksalsgöttin, oder den Naturgesetzen geschuldet: „Es gibt junge Bäume, die, wenn man sie verpflanzt, kranke und krumme Wurzeln treiben, aber nie mit dem Erdreich verwachsen. […] sie müssen bald sterben.“ Jens’ Begräbnis in der Familiengrabstätte seiner Gasteltern unterstreicht einerseits die fortdauernde Berührung der beiden Schicksalslinien, der des „Geschlechts von Häuslern und Fischern“ und der Linie der Patrizier, aber andererseits auch das Ende dieses kurzen Experiments der Vorsehung.
Diese Berührung der Schicksalslinien ist der dramatische Kern der Geschichte. Hierdurch entstehen neue Identitäten und Handlungsmöglichkeiten der Beteiligten: Der Haushalt von Emilie und Jakob wird auf eine besondere Weise erleuchtet, ihr Haus wird „zum Olymp, zur Wohnstatt der Gottheiten“. Jens dagegen verdüstert sich nach den ersten Wochen: Wie er in seinem Armenviertel mit seinen Träumen „das Andere“ repräsentiert, so verlagert er bald „den Schwerpunkt seines Wesens“ (186) weg von seiner neuen Umgebung hin zu seinem „anderen Haus, das gruselfinster und schmutzig ist.“ Denn Jens wird nicht durch die Wirklichkeit bestimmt, sondern durch eine stets über sie hinausdrängende „Sehnsucht“. Mit dieser innerlichen Rückkehr personifiziert er ein zweites Mal die Zumutung einer Transzendenz der Schicksalslinien, eine Herausforderung für alle und eine letztlich tödliche Entwurzelung für ihn selbst: Was er in anderen entzündet, wird ihn verbrennen.

#### Komposition
In der Figur des kleinen Jens schafft Blixen eine Allegorie des Künstlers: Jens besitzt „Zaubermacht“, er ist „ein Poet“ und „innerhalb der Poetenzunft ein Humorist, ein komischer Fabulierer“, es war „das burleske Moment, das ihn anzog und inspirierte.“ Diese Figur besitzt damit auch Züge des Selbstbildes der Autorin: Eines ihrer Pseudonyme war „Isak Dinesen“ – das hebräische „Isak“ bedeutet Gelächter oder: der Lachende.
Der Künstler ist ein „Magier der Träume“, der wie der biblische Joseph in den Büchern Mose, auf den Blixen explizit anspielt, als Traumdeuter und Seher die Geschicke beeinflusst. Josephs leibliche Mutter Rachel war der Bibel nach Jakobs Lieblingsfrau und lange Zeit unfruchtbar; Rachel übernahm vor ihrer ersten Schwangerschaft aber schon symbolisch die anderen Kinder Jakobs, indem sie die gebärenden Nebenfrauen auf ihren Schoß nahm – wie auch Emilie zuletzt Jens als ihr Kind bezeichnet. Während seiner Krankheit hält Jens in seinem Zimmer Hof wie der in Ägypten mächtig gewordene Joseph: „Des Träumers Krankenbett wurde zum Thron.“
Die Träume der Kunst mögen das Leben bereichern und beeinflussen; der frühe Tod des Künstlers aber stellt klar, dass sein Wirken nur ein flüchtiges Ornament im mäandernden Strom des Schicksals bleiben wird. Jens, der „weder ein Epikureer noch ein Kämpfer“ war, personifiziert die die Realität transzendierende Notwendigkeit der Kunst und ihr stoisches Scheitern. Da dieses Thema in mehreren der hier versammelten Geschichten behandelt wird und Jens’ größte poetische Wirkung in die sonst in keiner anderen Geschichte näher erwähnten „Wintermonate“ fällt, könnte diese in der Reihenfolge mittlere Geschichte eine Schlüsselfunktion für den Titel der ganzen Sammlung besitzen.

### Alkmene

#### Inhalt
Ein kleines Mädchen, Alkmene oder Mene genannt, wird in der ersten Hälfte des 19. Jahrhunderts Opfer einer Intrige und muss ihr Elternhaus in der oberen Gesellschaft Kopenhagens verlassen. Sie wird von einem bis dahin verzweifelt kinderlosen Pfarrerehepaar auf einem einsamen Gut in Jütland aufgenommen. Der Pfarrer war in der Hauptstadt ein viel versprechender junger Theologe gewesen, der, um einem beginnenden Hochmut und Größenwahn zu entfliehen, das einsame Landleben suchte und dann Lehrer des Sohnes seines Gutsherrn wurde. Vilhelm und Alkmene befreunden sich und sind trotz des Altersunterschiedes von etwa acht Jahren „wie Bruder und Schwester“. Das Kind von „seltener, edler, überwältigender Schönheit“ wird das Glück seiner Zieheltern, aber die kleine, aus völliger Verlorenheit furchtlose Alkmene läuft zwei Mal fort und bietet einige Jahre später dem wegen eines Verhältnisses mit einem Mädchen aus dem Dorf verstoßenen Gutserben ein drittes Mal an, mit ihm über die Landstraßen zu ziehen.
Mit vierzehn erbt Alkmene ein großes Vermögen von dreihunderttausend Reichstalern in Gold und nutzt bald darauf die Abwesenheit ihrer Mutter (der alte Pfarrer war inzwischen gestorben), mit Vilhelm nach Kopenhagen zu reisen: Sie will an der öffentlichen Enthauptung eines berüchtigten Mörders teilnehmen. Der Grund für ihre tiefe seelische Erschütterung bleibt ein Rätsel und sofort nach der Hinrichtung kehren beide wieder nach Jütland zurück.
Nach einem Zeitsprung von sechzehn Jahren trifft Vilhelm dann nicht Alkmene, aber die altgewordene Pfarrersfrau wieder, die an der dänischen Westküste zusammen mit ihrer Ziehtochter auf einem Hof Schafe züchtet. Vilhelm hört die Leute in der Umgebung über Alkmenes extreme Sparsamkeit und ihre Angst vor Verschwendung reden; es befällt ihn „ein Grauen“, als er bemerkt, dass die alte Frau ihnen beiden aus einer vor Alkmene versteckten Dose den Kaffee holt. Die Pfarrersfrau rechtfertigt sich mit einer kleinen Predigt: Was können wir auf der Welt Besseres finden „als die schwere, ehrliche Arbeit, die uns der Herr hienieden aufgetragen hat?“ Aber es sei richtig: Alkmene sei zu hart gegen sich selbst und trage auch heute wie damals, als sie als Kind ins Pfarrhaus kam, „nicht einmal ein Hemd!“.

#### Erzählweise
Nur in dieser einen Geschichte verwendet Blixen einen Ich-Erzähler, da aus dessen Perspektive Alkmenes Abstammung, ihr Verhalten und ihre Motive nicht mehr zu erklären sind und für das erlebende Ich zum Rätsel werden. Aber Blixen gibt einige Hinweise zum Verständnis der Figur Alkmenes:
Erstens nimmt der Name Bezug auf die Alkmene der griechischen Mythologie, die sich ihrem Gatten Amphitryon so lange verweigert, bis er den Mord an ihren Brüdern gerächt hat: Die Reise nach Kopenhagen zur öffentlichen Hinrichtung des Mörders und ihre etwas erstaunlichen nachträglichen Vorwürfe an Vilhelm, ihr nicht geholfen zu haben, transponieren dieses Motiv. Auch der Pfarrer, der Ziehvater des kleinen Mädchens, hat sich als junger Mann an einem Alkmene-Epos versucht.
Zweitens spielt Blixen explizit auf die Figur der „Perdita“ an, der verstoßenen bzw. verlorenen Tochter aus Shakespeares Wintermärchen. Gerade noch dem Tod entronnen, wächst Perdita in der Fremde zu einem schönen Mädchen heran, ist aber als Ziehkind von Schafhirten keine standesgemäße Partie für den königlichen Erben – soweit die auf Alkmene und Vilhelm passenden Parallelen. Es ist typisch für Blixens Erzählweise, dass sie mit der zitierenden Motivverschlingung von „Alkmene“ und „Perdita“ nicht nur Hinweise auf die Wirklichkeit der Mythen gibt, sondern auch auf ihre sehr subjektive Verwendung derselben.
Ein drittes Motiv ist die protestantische Ethik der Zieheltern Alkmenes, die von dem Mädchen übernommen wird und sich bis in die Mitte ihres Lebens schon zu einer umfassenden Genuss- und Leibfeindlichkeit gesteigert hat.

#### Komposition
Der Bezug auf die „Alkmene“ der griechischen Mythologie macht das Unzeitgemäße der Racheerwartung gegenüber Vilhelm deutlich, dessen Heiratswerben von Alkmene mit dem Hinweis auf unterlassene Hilfeleistung abgewiesen wird – gewissermaßen kommt „Alkmene“ der „Perdita“ in die Quere: Im wirklichen Leben ist das happy-end wohl doch nicht möglich.
Die übertriebene Sparsamkeit der bäuerlichen Alkmene zeigt darüber hinaus die Gefahren einer puritanischen Daseinsvorsorge, die sich in puren Geiz verwandelt. Der Blick zurück im Zorn und der voraus in grundloser Sorge führen bei ihr zu einem abseitigen und „verrückten“ Leben: Schönheit und Reichtum werden in akkurater Armut genossen. Der „Doppelfehler“ Alkmenes ist ihr Leben in Vergangenheit und Zukunft, aber eben nicht im Jetzt. Dieses „carpe diem“ ist die von Blixen in der Figur Vilhelms angedeutete Alternative.

### Der Fisch

#### Inhalt
Der dänische König Erik V. Klipping (1249–1286) reitet im Jahre 1276 zu einem seiner Hörigen, „Granze“ mit Namen, um sich die Zukunft deuten zu lassen. Er wird von einem jungen Gelehrten, Sune, begleitet, der ein Freund aus Kindertagen aber auch Angehöriger eines Clans widerspenstiger Vasallen ist. Die beiden treffen Granze bei seiner Hütte am Strand, vor der er gerade mit seinem Netz einen großen Fisch aus dem Wasser zieht. Beim Ausnehmen des Fischs entdeckt Granze in seinem Magen einen wertvollen Ring, den er dem König schenkt. Sune erkennt den Ring: Ihn trug noch vor einer Woche die schöne Frau des königlichen Marschalls. Der letzte Absatz erzählt, dass der König diesen Ring der Frau seines Marschalls zurückgibt, sie verführt und dafür später von seinem Vasallen ermordet wird.

#### Erzählweise
Der König wird als gewaltbereiter und zugleich nachdenklicher Herrscher gezeichnet, der sich in der durch seine Stellung verursachten Einsamkeit mit den unter dem Horizont noch nicht sichtbaren Kräften verbünden muss. Der Seher Granze (das dänische Wort „graense“ bedeutet die Grenze bzw. Trennlinie) wird sein Mittler zwischen Gegenwart und Zukunft, der nicht nur den Fisch auf den Strand, der Grenze von Meer und Land, zieht, sondern umgekehrt den König seinem Schicksal zuführt. Sune, der den Ring wiedererkennt, weist dem König die Richtung in sein selbstverursachtes Verhängnis.

#### Komposition
Die in der Zwiesprache mit seinem Gott erklärte Absicht des Königs, um seines Seelenheils Willen sich von der Welt und ihren Eitelkeiten abzuwenden, hält nicht lange vor. Auf dem Weg zum Strand hat er noch seinen Freund Sune danach gefragt, ob es der Wille des Herrn sei, „dass die Menschheit niemals glücklich sein kann, sondern ewig nach Dingen sich sehnen muss, die sie nicht hat, und die vielleicht nirgendwo zu finden sind.“ Doch schon am Nachmittag beginnt der König, an seinem Untergang mitzuwirken. Ein anderes Ende der Geschichte wäre vielleicht mit einer sowohl christlichen als auch stoischen Größe möglich.

### Peter und Rosa

#### Inhalt
Der fünfzehnjährige und unehelich geborene Peter wächst bei seinem Onkel auf, der Pfarrer in einem Dorf am Großen Belt ist. Peter, der auch Pfarrer werden soll, beschließt fortzulaufen und Seemann zu werden. Peter spricht über seine Pläne mit Rosa, der gleich alten Tochter des Pfarrers. Beide opponieren auf eine eher stille oder sittsame Weise und die Traumwelt des einen erscheint „wie eine Echo“ der anderen. Rosa verspricht bei Peters keuschem nächtlichem Besuch in ihrem Zimmer, ihm zu helfen, aber sie verrät Peters Pläne am nächsten Morgen ihrem Vater, der ihr Geld in die Hand drückt, mit dem sie eine Kuh kaufen soll. Dennoch darf Peter sie zu ihrer Patin nach Helsingör begleiten.
In der Küche des Pfarrhauses erzählt ein Fischweib, dass die Eisdecke im Sund durch die Wärme aufbreche und Peter, unruhig und in Vorfreude auf seine Flucht, gewinnt Rosa dafür, sich mit ihm das schmelzende Eis anzusehen. Am Sund laufen sie weit auf das knisternde Eis hinaus, betreten eine große Eisscholle, die sich vom Festeis löst, dann zerbricht und beide unter sich begräbt: „Die Strömung war stark; in wenigen Augenblicken wurden sie, eins in des anderen Armen, hinuntergerissen.“

#### Erzählweise
Der Erzählgestus ist der einer Annäherung beider Hauptfiguren, die sich zwar als Kinder unterschiedlich schnell, aber mit der Pubertät in eine gemeinsame Richtung entwickeln. Der Eindruck gesteigerter Dramatik wird durch die Verkürzung der erzählten Zeit unterstrichen: Zwei Drittel des Textes handeln von den zehn Lebensjahren vor diesen Ereignissen, das letzte Drittel bezieht sich auf die eine Stunde vor dem Tod der Kinder.

#### Komposition
In typischer Blixen-Konstruktion werden in dieser Geschichte mehrere Motive miteinander verknüpft: Zunächst gibt es auf der Handlungsebene eine Fülle mystischer Andeutungen des auf einen frühen Tod zu laufenden Schicksals, das sich gegen die Lebenspläne der Kinder durchsetzen wird. Wie auch in anderen Geschichten webt die Vorherbestimmung ein für den Einzelnen unentrinnbares Netz der Vergeblichkeit.
Ein zweiter Aspekt ist die Verknüpfung des Verrats von Rosa an Peter mit der Aushändigung der für den Kauf der Kuh bestimmten 30 Münzen, ihrem „Judaslohn“; an Rosa und Peter vollzieht sich damit aufs Neue der christliche Mythos von Verrat und Triumph der Liebe und beweist damit seine überzeitliche Geltung.
Eine dritte Bedeutung liegt jenseits der Figurenhandlung auf einer symbolischen Ebene: Peter und Rosa entwickeln ähnliche und gemeinsame Sehnsüchte in einer Lebensphase des sexuellen Erwachens und der Lösung vom Elternhaus. Mehr und mehr verändert sich ihre Perspektive vom Nebeneinander als Kinder über eine allmählich entstehende wechselseitige Aufmerksamkeit bis hin zur gemeinsamen körperlichen Umarmung im letzten Moment ihres Lebens: Die Wanderung auf dem unsicheren Eis und der gemeinsame Tod werden Symbole des Aufbruchs in eine neue, eine eigene, eine gemeinsame Welt.

### Eine tröstliche Geschichte

#### Inhalt
Charles Despard, die Hauptfigur schon der ersten Geschichte dieser Sammlung, lebt inzwischen in Paris und ist ein erfolgreicher, aber in diesem Moment dennoch deprimierter Schriftsteller: Seine Frau hat ihn verlassen und die Inspiration zu einem neuen Buch noch nicht erreicht. In einem Café trifft er seinen alten Freund Aeneas Snell, der, ähnlich wie der Aeneas der griechisch-römischen Mythologie, einige Erfahrungen mit „Dramen und Katastrophen“ hat. Despard beklagt sich bei Aeneas über die Grausamkeit des Publikums, obgleich doch ohne Kunst kein Publikum und ohne Publikum keine Kunst möglich sei. Despard vergleicht sich mit Gott, der den wohlhabenden und frommen Hiob ins Unglück stürzen lässt, um seinen Glauben zu prüfen: „Und Hiob will so wenig das Publikum des Herrn sein, wie mein Publikum das meine sein will.“ Aber während in der Bibel Hiob für seine Standhaftigkeit am Ende belohnt wird, ist sich Despard über die Wirkung seiner literarischen Zumutungen nicht sicher: Weshalb sollte er „die Schreiberei nicht einfach aufgeben und das Publikum in Frieden lassen? […] Was nutzt, letzten Endes, die Kunst dem Menschen?“.
Despards Freund Aeneas schaltet sich nun in die Sinnfrage nicht argumentierend, sondern mit einer gleichnishaften Geschichte im Umfang von drei Vierteln des Textes ein: Der Thronfolger des persischen Hofes erkundet – wie Harun-al-Raschid in den Geschichten aus 1000 und einer Nacht – oft als Bettler verkleidet die Meinungen seines Volkes. Zu seinem und ihrem eigenen Schutz instruieren die Wesire die Gesprächspartner ihres zukünftigen Herrn so gut sie können. Ein wirklicher Bettler, der in Aussehen und Gestalt dem Prinzen ähnlich sieht, wird bald vom Volk als der verkleidete Prinz angesehen und mit größtem Respekt behandelt; aber der Bettler kann natürlich die milden Gaben anderer armer Leute nicht annehmen, ohne ihre Hochachtung und seinen Ruf der Genügsamkeit zu riskieren. Der Prinz sucht den Bettler auf und sie erkennen im Gespräch, dass jeder in seinem Tun den Ruhm des anderen vermehrt. „Mein Gebieter“, sagt der Bettler zum Prinzen, „du und ich, die Reichen und die Armen dieser Welt, sind zwei verschlossene Schreine, von denen jeder den Schlüssel zum anderen enthält.“ – eine dreimal verwendete Formel für notwendige Koexistenzen von Gegensätzen.

#### Erzählweise
Selbstreferenz und mythologischer Doppelkontext verdichten sich hier zu einer Programmgeschichte, die das Thema des Anfangs der Sammlung wieder aufgreift: Für wen und wie sollte ein Autor schreiben, wen soll er „strafen“ dürfen? Im Fortgang der Geschichte verallgemeinert sich dieser Anfangsbezug zu einer dialektischen Untersuchung von Reflexionsbeziehungen außerhalb der Literaturproduktion.

#### Komposition
Der Hiob der Bibel wird in dieser letzten Geschichte der Sammlung wieder zum Bild für Blixens poetische Arbeit: Während in der ersten Geschichte, Der junge Mann mit der Nelke, der Dichter der Figur des Hiob entspricht, nimmt nun das Publikum die Position des hilflosen Opfers auktorialer/göttlicher Willkür ein. Möglicherweise deutet dieser Rollenwechsel auf ein gewachsenes Selbstbewusstsein des Künstlers, vielleicht ist die Figur des biblischen Hiob aber auch nur Gleichnis und Personifikation der Leidenserfahrung der Autorin selbst. Tröstlich ist die Geschichte vielleicht in dem Sinn, dass auch ein ungeliebter Autor seinen Beitrag dazu leistet, ein Publikum zu dem zu machen, was es ist.

## Ausgaben
Tania Blixen: Wintergeschichten. Aus dem Englischen übertr. von Jürgen Schweier, DVA, Stuttgart 1985, ISBN 3-421-06242-0.